# Nacharar
Nacharar (armenisch նախարար naxarar, mittelpersisch: naxvadār „inhaber des Vorrangs“, engl.: Nakharar) war ein erblicher Titel des Hochadels im Spätmittelalter in Armenien.

## Hierarchie
Vom 4. Jahrhundert an war Armenien in große Gaue aufgeteilt, die als Eigentum bestimmter Adelsfamilien galten und von einem Mitglied dieser Familie beherrscht wurden. Dieser „Gaugraf“ trug den Titel nahapet „Anführer der Familie“ oder tanuter „Herr des Hauses“. Andere Mitglieder der nacharar-Familie herrschten stellvertretend über kleinere Areale des Familienbesitzes. Nacharare mit größerer Autorität wurden als „Ischchan“ (իշխան, Fürst) angesprochen. Das System war demjenigen im Partherreich vergleichbar. Der gesamte Clan war der Ahnenverehrung der gemeinsamen Vorfahren unterworfen, lebte in kleinen befestigten Siedlungen und bildete seine Identität durch gemeinsame Jagden und Bankette. Jeder nacharar-Clan übernahm auch spezielle sozial Aufgaben: Die Mitglieder der Arshakuni wurden gewöhnlich als Könige gewählt, in einer Funktion als Primus inter pares; die Mamikonjan stellten den sparapet, und von den Bagratuni wurde der Kavallerie-Führer aspet, sowie der Königskröner tagadir gestellt, und so fort.

## Geschichte
Dieses System wurde früher (im Historischen Materialismus) als Feudalsystem bezeichnet. Es gibt aber entscheidende Unterschiede zwischen der armenischen Adelsherrschaft und dem Feudalismus, der in Westeuropa das Vorbild für diese Geschichtsdarstellung wurde: Ein Gebiet wurde als ganzes von einer Einzelperson beherrscht, jedoch als Eigentum des gesamten Familienclans behandelt, so dass der Herrscher, falls er keinen Nachkommen haben sollte, durch einen anderen Angehörigen der Familie abgelöst wurde. Darüber hinaus war es nicht gestattet, ein Teil des Besitzes außerhalb der Familie zu vergeben, es sei denn die ganze Familie hatte zugestimmt. Das erklärt, warum die armenischen Adelsfamilien generell endogam waren, allein schon um den Besitz nicht zu zerteilen, was der Fall gewesen, so ein Teil des Besitzes als Brautgabe an eine andere Familie gegangen wäre. Die endogame Heirat hatte allerdings auch religiöse Gründe, speziell vor der Einführung des Christentums, weil im Armenischen Heidentum Verwandtschaftsehen äußerst hoch geschätzt wurden. 
Jeder nacharar hatte auch seine eigene Armee, die er in seinem Territorium aufstellte. Die nationale Armee oder „Königliche Kavallerie“ unterstand dem sparapet, einem obersten Kriegsherr, der für die Nation zuständig war. Nach der Christianisierung wurden Schulen und Gerichtshöfe von den armenischen orthodoxen Klerikern geführt.   
Der Ursprung der nacharare scheint in vorchristliche Zeit zurückzureichen, als das pagane Armenien neben dem Römischen Kaiserreich und dem Partherreich existierte, und es wird berichtet, dass die Adligen viele heidnische Tempel plünderten, nachdem sich Armenien unter Tiridates III. zum Christentum bekehrte.
Die nacharar überlebten den Fall der Arshakuni und die folgende Gouverneursherrschaft der Marzban (Մարզպանական Հայաստան – Marzpanakan Hayastan) unter den Sassaniden. Die Struktur sicherte sogar eine weitreichende Autonomie für den Vasallenstaat, bis zu dem Versuch, die Armenier zum Zoroastrismus zu bekehren. Wardan Mamikonjan (Վարդան Մամիկոնյան) führte einen Aufstand gegen Yazdegerd II. an, infolgedessen durch die Schlacht von Avarayr die Perser überzeugt werden konnten, dass eine Zwangskonversion einen viel zu hohen Preis kostete. Letztendlich wurde durch den Vertrag von Nvarsak (Նվարսակի պայմանագիր) den Armeniern Religionsfreiheit zugesichert.
Im Römischen Armenien unter byzantinischer Herrschaft lösten die justinianischen Reformen die kriegerische Bedeutung der nacharar auf und es wurde versucht, die Ländereien der armenischen Adligen einzuziehen. Die nacharare waren darüber so aufgebracht, dass sie einen flächendeckenden Aufstand begannen, der nur durch das Militär gestoppt werden konnte, wodurch aber ein Krieg mit den Sassaniden begann. 
Auch wenn der Adel durch die vielen Invasionen und durch Rechtsreformen immer wieder geschwächt wurde, blieb die Struktur der nacharar-tümer viele Jahrhunderte hindurch bestehen und wurde letztlich erst durch den Mongolensturm im dreizehnten Jahrhundert weitgehend aufgehoben. Bestimmte Aspekte dessen blieben in Armenien jedoch bis zum Anfang des 20. Jahrhunderts bestehen, bis der Adel insgesamt von den Bolschewiki abgeschafft wurde.